# John Cornforth
Sir John Warcup Cornforth (n. 7 septembrie 1917, Sydney, Noul Wales de Sud, Australia – d. 8 decembrie 2013, Brighton, Anglia, Regatul Unit) a fost un chimist australian, laureat al Premiului Nobel pentru chimie (1975).